# Hildegard Johanna Kaeser
Hildegard Johanna Kaeser (geboren am 4. April 1904 in Berlin; gestorben am 26. März 1965 in Norrviken bei Stockholm) war eine deutsche Journalistin, Autorin von Romanen, Jugendbüchern und Biografien sowie Übersetzerin.
Ihre Werke wurden in zahlreiche Sprachen übersetzt, darunter Schwedisch, Norwegisch, Finnisch, Dänisch, Niederländisch, Französisch und Englisch.

## Leben
Hildegard Johanna Zander war Jüdin. 1930 heiratete sie den Nichtjuden Walter Kaeser.
Bis zur Machtergreifung der Nationalsozialisten 1933 arbeitete Kaeser als Journalistin und Herausgeberin der Zeitschriften Der heitere Fridolin und Tempo beim Ullstein Verlag in Berlin. Von den NS-Rassegesetzen an der weiteren Berufsausübung gehindert, emigrierte das Ehepaar zunächst über Frankreich nach Dänemark. Ab 1935 lebten sie dann in Schweden, wo Kaeser als Autorin von Jugendbüchern zu arbeiten begann, die zuerst in schwedischer Übersetzung erschienen. Zu ihren bekanntesten Büchern vor allem im angelsächsischen Raum zählen die vier Bücher über einen Jungen namens Mimff, der verschiedene Abenteuer erlebt.
In den folgenden Jahren veröffentlichte sie auch eine Reihe von zur gehobenen Unterhaltungsliteratur zählenden Romanen im Schweizer Orell-Füssli-Verlag, bei denen häufig Emigrantenschicksale eine Rolle spielen.
Schließlich verfasste sie noch eine erfolgreiche Reihe von Biografien bzw. biografischer Erzählungen, die in der Reihe „Bragd och hjältedåd“ (Heldentaten) im Stockholmer Harrier-Verlag erschienen.
Schließlich übersetzte sie auch zehn Romane von Dagmar Edqvist ins Deutsche.
Am 26. März 1965, vier Tage nach dem Tod des Ehemanns, beendete Kaeser ihr Leben durch Suizid.

## Werke
- Mimff, der Junge, der auszog, das Fürchten zu lernen. Schwedisch: Mimm, pojken som aldrig var rädd. Lund 1937. Ausgabe in Deutschland: Mimpf, der Knabe, der auszog, das Fürchten zu lernen. Eine spannende Jugendgeschichte aus Schweden. Sauerländer, Aarau 1942.
- Die Wunderlupe. Ein Buch für Knaben und Mädchen, die in die Welt sehen möchten. Zürich 1938.
- Der Zauberspiegel. Ein Buch für wißbegierige Knaben und Mädchen. Zürich 1939.
- Die Fünfte schafft es. Schwedisch: Femman gör slag i saken. Lund 1941.
- Junker und Gefährte. Die Geschichte einer Freundschaft. Zürich 1942.
- Das Karussell. Eine spannende und lustige Geschichte. Benziger, Köln 1942.
- Doch zwischen uns steht die Zeit. Roman. Glockenbücher, Frankfurt a. M. 1944.
- Begegnung und Abschied. Roman. Zürich 1944.
- Solskenskungen. Biografie. Stockholm 1945.
- Kvinnan som besegrade slavägarna. En berättelse om Harriet Beecher Stowe. Biografie. Stockholm 1945.
- Det mystiska korsets man. En berättels om William Penn, grundaren av kväkarstraten Pennsylvania. Biografie. Stockholm 1945.
- Das unsichtbare Band, Roman. Zürich 1945.
- Bragdernas belönare. Andrew Carnegies liv och verk. Biografie. Stockholm 1945.
- Alpernas besegrare. En berättelse om Louis Favre. Biografie. Stockholm 1946.
- Zwischen gestern und morgen. Roman. Zürich 1947.
- På jakt efter Trojas guld : en berättelse om Heinrich Schliemann, vars liv var ett äventyr. Biografie. Stockholm 1948.
- Mathias Langeland. Roman. Zürich & Nürnberg 1948. 2. Auflage unter dem Titel: Die Freude der Fische. Bayreuth 1960.
- De faderlösas far. En berättelse om Johann Heinrich Pestalozzi en mänsklighetens uppfostrare. Biografie. Stockholm 1948.
- Ropet. Stockholm 1949.
- Das ferne Ziel. Roman. Zürich 1949.
- Berömda kvinnobragder. Sju biografiska berättelser om märkliga kvinnor. Biografien. Stockholm 1949.
- Mimff hat die Verantwortung. Norwegisch: Mimm får et uppdrag. Oslo 1950. Deutsche Ausgabe 1954.
- Fluten des Lebens. Roman. Hattingen-Ruhr ca. 1950.
- Fesseln des Herzens. Roman. Zürich 1950.
- Die Heimkehr. Roman. Zürich 1952.
- Die Stunde der Wahrheit. Roman. Zürich 1953.
- Das unsichtbare Band. Roman. Zürich 1953.
- Von Klippe zu Klippe geworfen. Roman. Bochum ca. 1955.
- Vera. Roman. Hattingen-Ruhr ca. 1955.
- Stimmen in der Nacht. Roman. Hattingen-Ruhr ca. 1955.
- Duett zu vieren. Roman. Zürich 1956.
- Mehr als Liebe. Roman. Zürich 1957.
- Spiel des Schicksals. Roman. Zürich 1958.
- Mimff-Robinson. London 1958 (keine deutsche Ausgabe).
- Tag ohne Traum. Roman. Zürich 1959.
- Verwehte Spur. Roman. Zürich 1960.
- Der neue Zauberspiegel. Ein Buch für wissensdurstige junge Leute. Zürich 1960.
- Frauen erobern die Welt. Lebensbilder berühmter Frauen. Zürich 1961.
- Die Frau im Nebel. Roman. Zürich 1962.
- Schlaf gut! Märchen vor dem Einschlafen. Zürich 1963.
- Fliehende Schatten. Roman. Zürich 1963.
- Stimmen in der Nacht. Roman. Zürich 1964.
- Geliebte Frauen. 8 Lebensgeschichten. Zürich 1964.
- Der volle Preis. Roman. Zürich 1965.